# Barabás Kiss Zoltán
Barabás Kiss Zoltán, Kiss Zoltán (Budapest, 1970. szeptember 4. –) magyar színművész, szinkronszínész.

## Életpályája
1989-ben érettségizett a Hámán Kató Közgazdasági Szakközépiskolában. A Színház- és Filmművészeti Főiskolát 1993-ban végezte el, de már 1989-től a Madách Színház társulatában játszott. Színházi szerepei mellett szinkronszínészként is ismert, valamint filmekben és tévésorozatokban is szerepet vállal. Gyakori szereplője volt a Gálvölgyi Show műsorainak.

## Színházi szerepei
A Színházi adattárban regisztrált bemutatóinak száma: 36.
- Békés Pál: A kétbalkezes varázsló (Dzsinn Tata)
- Vizeli Csaba: A Púpos (Cocardasse, vívómester)
- Paul von Schönthan: A szabin nők elrablása (Szilvásy Béla)
- Ágacska
- Lev Nyikolajevics Tolsztoj: Anna Karenina (Professzor)
- Szophoklész: Antigoné (Első őr)
- Andrew Lloyd Webber: Az Operaház fantomja (Joseph Bouquet, zsinórmester)
- Müller Péter Sziámi–Tolcsvay László: Beszterce ostroma (Belügyminiszter, Katonaorvos)
- Tolcsvay - Müller - Bródy: Doctor Herz: Winnetou
- Chicago
- John Weidman: Contact (Férj)
- Carlo Goldoni: Csetepaté Chioggiában (Toni)
- Erich Kästner: Emil és a detektívek (Keménykalapos)
- Tóth Dávid Ágoston: Én, József Attila (Madzsar József; Állomásfőnök)
- Kiss Judit Ágnes: Fabáb (Gepetto)
- George Axelrod: Goodbye Charlie (Leopold Mayerling)
- Hegedűs a háztetőn
- Christopher Hampton: Hollywoodi mesék (Charles Money)
- Isten pénze
- Andrew Lloyd Webber: József és a színes szélesvásznú álomkabát (Naftali; Pohárnok)
- Bernard Slade: Jutalomjáték (Lou Daniels)
- Dale Wasserman: Kakukkfészek (Warren ápoló)
- Lúdas Matyi: Döbrögi
- Arisztophanész: Lysistrate (Kinesias)
- Andrew Lloyd Webber: Macskák
- Arisztophanész: Madarak (Jós)
- Julian Flowes: Mary Poppins (Parkőr; Northbrook)
- Ray Cooney: Ne most drágám! (Mr. Lawson)
- Lázár Ervin: Négyszögletű kerek erdő – avagy a játéknak soha nincs vége (Szörnyeteg Lajos)
- Mihail Sebastian: Névtelen csillag (Grieg)
- Victor Hugo: Nyomorultak (Javert felügyelő)
- Páratlan páros
- Neil Simon: Pletyka (Welch, rendőrőrmester)
- Mel Brooks: Producerek (Franz Liebkind)
- Eric Idle: Spamalot avagy a Gyalog Galopp (Sir Bedevere; Galahad anyja; Herbert herceg apja; Szerzetes)
- Eugene O'Neill: Vágy a szilfák alatt (Peter)
- Agatha Christie: A vád tanúja (Hearne felügyelő)
- Marc Camoletti: Hatan pizsamában (Bertrand)
- Szente Vajk: Legénybúcsú (Bob, a testőr)
- Szente Vajk - Galambos Attila: A dominogyilkosság (Sam, a testőr)
- Szente Vajk - Galambos Attila: Puskás, a musical (Farkas Mihály / Id. Purczeld Ferenc)

## Filmjei
- Gólkirályság (2023)
- Nyugati nyaralás (2022)
- Doktor Balaton (2022)
- Jóban Rosszban (2021–2022)
- A mi kis falunk (2021, 2023)
- Jófiúk (2019)
- Janus (2015)
- Dumapárbaj (2014)
- Tune (2010)
- Made in Hungária (2009)
- Ász póker (2008)
- Tűzvonalban (2007)
- Született lúzer (2007)
- Fekete kefe (2004)
- (Il tunnel della libertà) (2004)
- Pasik (2002) Olmos József
- Kisváros (2001)
- TV a város szélén (1998)
- Gálvölgyi Show (1997)
- Uborka (1992) hang
- A nagy hal
- Isten pénze

## Szinkronszerepei
| Cím                                           | Szereplő                                                                  | Színész                                                |
| --------------------------------------------- | ------------------------------------------------------------------------- | ------------------------------------------------------ |
| 24                                            | Zhou Yong                                                                 | Ian Anthony Dale                                       |
| A bolygó neve: Föld                           | Marcus "Augur" Deveraux                                                   | Richard Chevolleau                                     |
| A csábítás földjén                            | José Miguel Montesinos                                                    | Fernando Colunga                                       |
| A császárnő                                   | Leopoldo                                                                  | Luis Rene Aguirre                                      |
| A férfiak a szőkéket szeretik                 | Miguel Forero                                                             | Gustavo Ángel                                          |
| A főnökök főnöke                              | Luciano Liggio                                                            | Claudio Castrogiovanni                                 |
| A Grace klinika                               | Dr. Benjamin Warren                                                       | Jason George                                           |
| A kiválasztott – Az amerikai látnok           | Paul Armstrong nyomozó                                                    | Michael Whaley                                         |
| A korona hercege                              | Seo Jang Bo testőr                                                        | Seo Bum Shik                                           |
| A liga                                        | Kevin                                                                     | Stephen Rannazzisi                                     |
| A Mandalóri                                   | Migs Mayfeld                                                              | Bill Burr                                              |
| A Silla királyság ékköve                      | Szánták (San-Tak)                                                         | Kang Sung-Pil                                          |
| A szökés                                      | Lechero                                                                   | Robert Wisdom                                          |
| A tengeralattjáró                             | Frenssen                                                                  | Ralf Richter                                           |
| A tizedik királyság                           | Burly the Troll                                                           | Hugh O'Gorman                                          |
| Áldott jó nyomozó                             | Charlie Lincoln                                                           | Malik Yoba                                             |
| Angel                                         | William "Spike"                                                           | James Marsters                                         |
| Angela                                        | Mariano Bautista Solórzano                                                | Juan Soler                                             |
| Az elit alakulat                              | John Martin                                                               | Dexter Fletcher                                        |
| Benne vagyok a bandában                       | Savage (Metalwolf)                                                        | Mark Gagliardi                                         |
| Beverly Hills-i nindzsa                       | Martin Tanley                                                             | Nathaniel Parker                                       |
| Boomtown                                      | Detective Bobby "Fearless" Smith                                          | Mykelti Williamson                                     |
| Család csak egy van                           | Dave Rafter                                                               | Erik Thomson                                           |
| Dzsungeldokik                                 | Dr. Otis Cole                                                             | Jason George                                           |
| Édes, drága titkaink                          | Simon Elder                                                               | Blair Underwood                                        |
| Haven                                         | Ray McBreen                                                               | Lyriq Bent                                             |
| Heartland                                     | Peter Morris                                                              | Gabriel Hogan                                          |
| Hegylakó                                      | Charlie DeSalvo                                                           | Philip Akin                                            |
| Holdfényváros                                 | Rad Cunningham                                                            | Will Forte                                             |
| Kutyaszorítóban                               | Leroy                                                                     | Ryan Sands                                             |
| Lángoló Chicago                               | Boden parancsnok                                                          | Eamonn Walker                                          |
| Matrioshki                                    | Marc "Marek"Camps                                                         | Marc Van Eeghem                                        |
| Miss Pszichozsaru                             | Marcus Payton                                                             | Shiek Mahmud-Bey                                       |
| Nem ér a nevem                                | Frank                                                                     | Tim Russ                                               |
| New York rendőrei                             | James Martinez                                                            | Nicholas Turturro                                      |
| Office                                        | Roy Anderson                                                              | David Denman                                           |
| Pensacola – A név kötelez                     | Lt. Edward "Capone" Terelli                                               | David Quane                                            |
| Salomé                                        | Diego                                                                     | Sebastian Ligarde                                      |
| Shark – Törvényszéki ragadozó                 | Isaac Wright                                                              | Henry Simmons                                          |
| Undercover – A titkos csapat                  | John Keller                                                               | Grant Show                                             |
| Vészhelyzet                                   | Dr. Peter Benton                                                          | Eriq La Salle                                          |
| Zorro                                         | Don Diego de la Vega                                                      | Guy Williams                                           |
| A boldogság sosem jár egyedül                 | Xavier Sabi                                                               | Cyril Guei                                             |
| A fülke                                       | Cole őrmester                                                             | Richard T. Jones                                       |
| A hálózat csapdájában                         | Dale Hessman                                                              | Ray McKinnon                                           |
| A hazafi                                      | Dan Scott                                                                 | Donal Logue                                            |
| A hobbit: Váratlan utazás                     | Bombur                                                                    | Stephen Hunter                                         |
| A kismenő                                     | Kevin Ward                                                                | Brandon Molale                                         |
| A maflás                                      | Ref at Pier                                                               | Nicholas Turturro                                      |
| A majmok bolygója                             | Gunnar                                                                    | Evan Parke                                             |
| A rettenthetetlen                             | Morrison                                                                  | Tommy Flanagen                                         |
| A szellemlovas                                | Gressil                                                                   | Laurence Breuls                                        |
| A törvény gyilkosa                            | Pók                                                                       | 50 Cent                                                |
| A varázslótanonc                              | Tolvaj                                                                    | Jason R. Moore                                         |
| A Vasember                                    | Raza                                                                      | Faran Tahir                                            |
| Amerikai pite                                 | Tom Myers                                                                 | Casey Affleck                                          |
| Amerikai pite 2.                              | Tom Myers                                                                 | Casey Affleck                                          |
| Armageddon                                    | Freddy Noonan                                                             | Clark Heathcliffe Brolly                               |
| Az 50 első randi                              | Biztonsági őr                                                             | Dom Magwili                                            |
| Az Amazonas kincse                            | Knappmiller                                                               | Stephen Bishop                                         |
| Az olasz meló                                 | Fogó                                                                      | Franky G                                               |
| Azonosság                                     | Robert Maine                                                              | Jake Busey                                             |
| Borotvaélen                                   | Mike Ackerman                                                             | Anthony Mackie                                         |
| Boszorkányvadászok                            | Tracker William                                                           | Jeppe Laursen                                          |
| Charlie angyalai                              | Chad                                                                      | Tom Green                                              |
| Charlie angyalai: Teljes gázzal               | Ír fickó                                                                  | Tommy Flanagan                                         |
| Con Air – A fegyencjárat                      | William "Billy Bedlam" Bedford                                            | Nick Chinlund                                          |
| Csajok a csúcson                              | Carsten edző                                                              | Florian Lukas                                          |
| Csobbanás                                     | Ingram hadnagy                                                            | David Lloyd Nelson                                     |
| Deep Impact                                   | Mihail Tulcsinszkij ezredes                                               | Aleksandr Baluyev                                      |
| Derült égből Polly                            | Javier                                                                    | Jsu Garcia                                             |
| Dirty Dancing – Piszkos tánc                  | Robbie Gould                                                              | Max Cantor                                             |
| Disturbia                                     | Mr. Carlson                                                               | Kevin Quinn                                            |
| Dredd                                         | Zwirner                                                                   | Jason Cope                                             |
| Egy boltkóros naplója                         | D. Freak                                                                  | John Salley                                            |
| Én és én meg az Irén                          | Dickie Thurman                                                            | Daniel Greene                                          |
| Fejcserés támadás                             | Norville ügynök                                                           | Daniel Roebuck                                         |
| Gazdátlanul Mexikóban                         | Vasquez                                                                   | José María Yazpik                                      |
| Happy, a flúgos golfos                        | Hal L., ápoló az idősek otthonában                                        | Ben Stiller                                            |
| Hazugságok hálója                             | Skip                                                                      | Vince Colosimo                                         |
| Hetedik                                       | Halottkém                                                                 | Reg E. Cathey                                          |
| Holnapután                                    | Luther                                                                    | Glenn Plummer                                          |
| Jurassic Park III.                            | Enrique Cardoso                                                           | Julio Oscar                                            |
| Kidobós: Sok flúg disznót győz                | Penge                                                                     | Rusty Joiner                                           |
| Kismocsok                                     | Robby                                                                     | Kid Rock                                               |
| Különvélemény                                 | Gordon "Fletch" Fletcher rendőr                                           | Neal McDonough                                         |
| Lara Croft: Tomb Raider                       | Alex West                                                                 | Daniel Craig                                           |
| Lara Croft: Tomb Raider 2. – Az élet bölcsője | Jimmy Petraki                                                             | Fabiano Martell                                        |
| Lepattintva                                   | Keverő hangmérnök                                                         | Kirk Fox                                               |
| Míg a jackpot el nem választ                  | Dave, a maci                                                              | Zach Galifianakis                                      |
| Minden héten háború                           | Willie Beamen                                                             | Jamie Foxx                                             |
| Mission: Impossible – Leszámolás              | JSOC                                                                      | Rob Delaney                                            |
| Ne szórakozz Zohannal!                        | Yosi                                                                      | Robert Smigel                                          |
| Négy karácsony                                | Denver                                                                    | Jon Favreau                                            |
| Nem kellesz eléggé                            | Larry                                                                     | Bill Brochtrup                                         |
| Peacemaker                                    | Alekszandr "Alek" Kodoroff tábornok                                       | Aleksandr Baluyev                                      |
| Pókember                                      | Flash Thompson                                                            | Joe Manganiello                                        |
| Rocksuli                                      | Razor                                                                     | Nicky Katt                                             |
| Rómeó és Júlia                                | Captain Prince                                                            | Vondie Curtis-Hall                                     |
| Ryan közlegény megmentése                     | Hill őrmester                                                             | Paul Giamatti                                          |
| Sebhelyek                                     | Lewis Strutt                                                              | Michael Jai White                                      |
| Sherlock Holmes 2. – Árnyjáték                | Rene Heron                                                                | Laurence Possa                                         |
| Sorsügynökség                                 | Charlie Traynor                                                           | Michael Kelly                                          |
| Sötétkamra                                    | James Van Der Zee felügyelő                                               | Eriq La Salle                                          |
| Star Wars: A Rossz Osztag                     | Saw Gerrera                                                               | Andrew Kishino                                         |
| Szemtől szemben                               | Breedan                                                                   | Dennis Haysbert                                        |
| Szulejmán                                     | Lütfi pasa                                                                | Mehmet Özgür                                           |
| Tanulj, tinó!                                 | Jeffrey "Jeff" Hawks                                                      | Josh Hamilton                                          |
| Taxi                                          | Paulo                                                                     | Dan Herzberg                                           |
| Taxi 2                                        | Rachid                                                                    | Malek Bechar                                           |
| Terminátor: Megváltás                         | Barnes                                                                    | Common                                                 |
| Tolvajtempó                                   | Tumbler                                                                   | Scott Caan                                             |
| Tök állat                                     | Miles                                                                     | Guy Torry                                              |
| Túl az Óperencián                             | Árus                                                                      |                                                        |
| Váltságdíj                                    | Clark Barnes                                                              | Liev Schreiber                                         |
| Végképp eltörölni                             | WitSec Agent Calderon                                                     | Nick Chinlund                                          |
| xXx                                           | Virg                                                                      | Joe Bucaro III                                         |
| Transformers: Robots in Disguise              | Drift                                                                     | Eric Bauza                                             |
| League of legends                             | Karthus, Tryndamere                                                       |                                                        |
| Volt egyszer egy stúdió                       | Maui                                                                      | Dwayne Johnson                                         |
| Transformers: Prime                           | Ultra Magnus                                                              | Michael Ironside                                       |
| Verdák 3.                                     | Őrült 8-as bemondó                                                        | John DeMita                                            |
| Thor: Sötét világ                             | Heimdall                                                                  | Idris Elba                                             |
| A galaxis őrzői                               | Korath                                                                    | Djimon Hounsou                                         |
| Bosszúállók: Ultron kora                      | Heimdall                                                                  | Idris Elba                                             |
| Thor: Ragnarök                                | Heimdall                                                                  | Idris Elba                                             |
| Bosszúállók: Végtelen háború                  | Heimdall                                                                  | Idris Elba                                             |
| Thor: Szerelem és mennydörgés                 | Heimdall                                                                  | Idris Elba                                             |
| A galaxis őrzői (televíziós sorozat, 2015)    | Korath                                                                    | Dave Fennoy                                            |
| Parkműsor                                     | Halál (1. hang), Techmo, Chance Sureshot (1. hang), Garett Bobby Ferguson | Julian Holloway, Steve Blum, Matthew Mercer, Sam Marin |